# Yan Sen
Yan Sen, chiń. 閻森 (ur. 16 sierpnia 1975 w Xuzhou) – chiński tenisista stołowy, mistrz olimpijski z Sydney (2000), multimedalista mistrzostw świata i igrzysk azjatyckich.
W 2000 roku wystąpił na igrzyskach olimpijskich w Sydney. Wziął udział w jednej konkurencji – zdobył złoty medal olimpijski w grze podwójnej (razem z nim grał Wang Liqin). 
W latach 1997–2005 zdobył sześć medali mistrzostw świata (dwa złote, jeden srebrny i trzy brązowe), w latach 1998–2002 trzy medale igrzysk azjatyckich (dwa złote i jeden brązowy), a w latach 1998–2000 sześć medali mistrzostw Azji (trzy złote i trzy brązowe).